# Littorophiloscia amphiindica
Littorophiloscia amphiindica là một loài chân đều trong họ Philosciidae. Loài này được Taiti & Ferrara miêu tả khoa học năm 1986.